# Shams-1

Modelul unei oglinzi parabolice folosite în proiectul centralei

Shams-1 (din arabă شمس, soare) este o centrală solară din apropiere de Madinat Zayed, localitate la circa 120 km la sud-vest de Abu Dhabi, Emiratele Arabe Unite. A fost dată în exploatare la 17 martie, 2013. Este cea mai mare centrală din lume bazată pe energie solară concentrată. Aceasta va alimenta aproximativ 20.000 de gospodării cu electricitate. Proiectul, în valoare de 600 de milioane de dolari, a fost realizat de un consorțiu arabo-franco-spaniol.
Parcul solar, construit în plin deșert, este format din lungi șiruri de oglinzi parabolice care concentrează radiația solară. Centrala ocupă o suprafață egală cu 285 de stadioane de fotbal și are o capacitate de 100 de megawați. Shams-1 asigură, în prezent (2013), 10% din producția mondială de energie solară concentrată.
Centrala este deținută de următoarele companii: Masdar controlează 60% din proiect, lansat în iulie 2010, iar companiile Total și Abengoa împart egal restul de 40%.